# Peperomia amphitricha
Peperomia amphitricha är en pepparväxtart som beskrevs av William Trelease. Peperomia amphitricha ingår i släktet peperomior, och familjen pepparväxter. Inga underarter finns listade i Catalogue of Life.